# Adobe Express
Adobe Express, раніше відомий як Adobe Spark, а згодом як Creative Cloud Express, є інструментом для створення контенту, розробленим компанією Adobe. Це хмарна платформа для дизайну, яка дозволяє користувачам створювати відео, PDF-документи, веб-сторінки, графіку та інші цифрові матеріали. Програма орієнтована на звичайних користувачів, а не на професійних графічних дизайнерів.

## Історія
Існували три мобільні додатки, які передували появі Adobe Express:
- Adobe Post для iPhone та iPad, який трансформував фотографії та текст у графічні зображення для публікацій у соціальних мережах та інших подібних медіа.
- Adobe Slate для iPad, що перетворював фотографії та текст у візуальні історії, такі як журнальні статті про подорожі, фотоальбоми, інформаційні бюлетені та звіти.
- Adobe Voice для iPhone, який давав змогу користувачам записувати власні історії голосом та доповнювати їх ілюстраціями з зображень.

У 2016 році Adobe об'єднала ці додатки під брендом Adobe Spark та випустила веб-версію. У 2021 році додаток було перезапущено під назвою Adobe Creative Cloud Express, а вже наступного року його перейменували на Adobe Express.
У 2023 році Adobe представила Adobe Express для бізнесу, а пізніше того ж року інтегрувала в продукт генеративний штучний інтелект.

## Співпраця
У жовтні 2022 року Adobe оголосила про партнерство з Wix, щоб надати користувачам Wix більше можливостей через Adobe Express. Крім того, Adobe співпрацює з різними організаціями та компаніями, такими як Etsy, Meta та Mastercard.
У травні 2022 року американська співачка GAYLE запустила кампанію у співпраці з Adobe, закликаючи своїх шанувальників використовувати та ділитися візуальними шаблонами, створеними в Adobe Express.
У травні 2023 року Google, у партнерстві з Adobe, надала користувачам Gemini можливість створювати зображення за допомогою Adobe Firefly, а потім редагувати їх в Adobe Express.